# Ярличенко В'ячеслав Васильович
В'ячеслав Васильович Ярличенко (нар. 1937, місто Алма-Ата, тепер Алмати, Казахстан) — радянський військовий діяч, начальник політвідділу—заступник начальника військ Червонопрапорного Західного прикордонного округу КДБ СРСР з політичної частини, генерал-майор. Член Ревізійної Комісії КПУ в 1981—1986 р.

## Біографія
У 1955 році поступив у Алма-Атинське прикордонне військове училище. Після закінчення училища служив командиром взводу окремого батальйону зв'язку Східного прикордонного округу КДБ СРСР, заступником начальника навчальної застави із політичної частини, курсовим офіцером.
Член КПРС з 1959 року.
У 1964—1970 р. — в Політичному управлінні прикордонних військ КДБ при Раді Міністрів СРСР.
У 1966 році закінчив заочно факультет журналістики Казахського державного університету імені Кірова.
З 1970 року — на різних командних посадах в Управлінні кадрів КДБ СРСР.
У 1980—1984 р. — начальник політичного відділу—заступник начальника військ Червонопрапорного Західного прикордонного округу КДБ СРСР з політичної частини.
У травні 1984 — січні 1985 р. — начальник політичного відділу Вищого прикордонного військово-політичного училища імені Ворошилова в місті Голіцино Московської області.
У лютому 1987—1993 р. — головний редактор журналу «Пограничник» у місті Москві.
З 1993 року — звільнений в запас.

## Звання
- генерал-майор

## Нагороди
- ордени
- медалі